# Karl Köther
Karl Köther (27 mai 1905 – 27 janvier 1986) est un coureur cycliste allemand. Il a remporté la médaille de bronze en tandem hommes aux jeux olympiques d'été de 1928. Son fils, Karl, a participé aux jeux olympiques d'été de 1972.